# ذوق الخرب
ذوق الخرب هي إحدى القرى اللبنانية من قرى قضاء المتن في محافظة جبل لبنان.